# Antigonide
Antigonide (in greco antico: Ἀντιγονίς?, Antigonís) era la prima delle cinque tribù di Atene posteriori alla riforma di Clistene, istituita assieme alla Demetriade nel 307/306 a.C. in onore del re di Macedonia Antigono I Monoftalmo.

## Demi
La tribù Antigonide comprendeva, come le altre, una trittia della Mesogea, una della Paralia e una dell'asty, alle quali inizialmente appartenevano 8, 4 e 3 demi, aventi rispettivamente 24, 10 e 16 buleuti (le quote non sono certe), per un totale di 15 demi e 50 buleuti. Questi demi erano stati presi in numero di 12 dalle prime quattro tribù originali e in numero di 3 dalle altre sei, esclusa la piccola Aiantide; non vennero creati nuovi demi.
I demi calarono a 14 nel 224 a.C. e, quanto la tribù fu sciolta nel 201 a.C., tornarono alle tribù originarie. Questo è l'elenco:

### Trittia della Mesogea
- Pergase inferiore (dall'Eretteide)
- Gargetto (dall'Egeide)
- Icario (dall'Egeide)
- Citero (dalla Pandionide)
- Peania superiore (dalla Pandionide)
- Etalide (dalla Leontide)
- Eitea (dall'Acamantide)
- Colone (dall'Antiochide, dal 224 a.C. Tolemaide)

### Trittia della Paralia
- Lamptra superiore (dall'Eretteide)
- Diradiote (dalla Leontide)
- Potamo Diradiote (dalla Leontide)
- Auride (dall'Ippotontide)

### Trittia dell'asty
- Agrile inferiore (dall'Eretteide)
- Ancile superiore (dall'Egeide)
- Cidateneo (dalla Pandionide)